# Alyxia tisserantii
Classification phylogénétique
Espèce
Alyxia tisserantii est une espèce de plantes à fleurs de la famille des Apocynaceae. C'est un arbuste endémique de la Nouvelle-Calédonie.

## Description

### Aspect général
Cette espèce se présente comme un arbuste dressé ou sarmenteux pouvant se développer en liane.

### Feuilles
Les feuilles sont opposées ou verticillées par 3 ou 4, de formes variées.

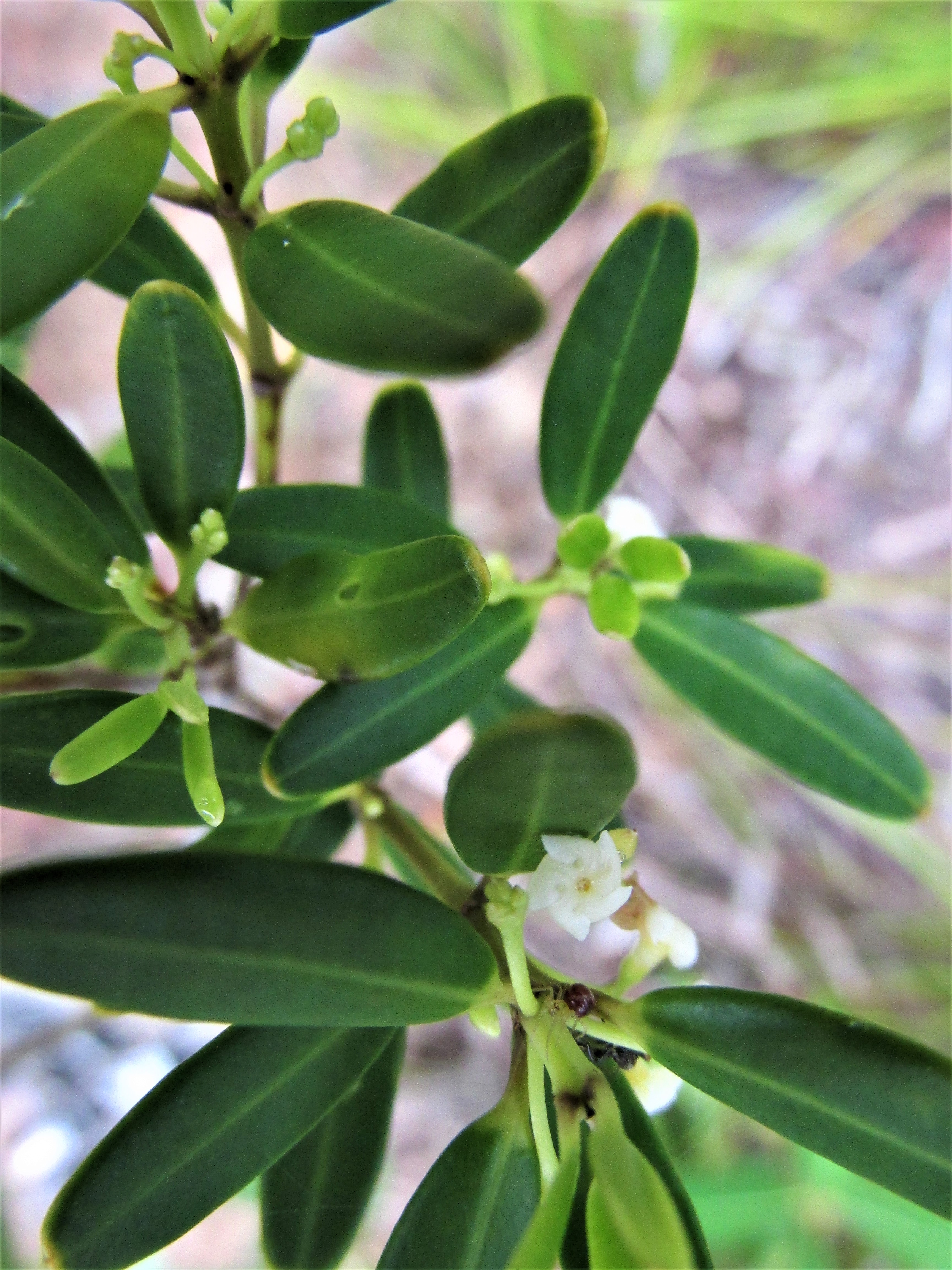
Fleur (Île des Pins).

### Fleurs
Les fleurs sont blanches ou jaunâtres et se présentent de plusieurs façons : solitaires ou groupées des inflorescences pouvant elles-mêmes être simples ou composées.

### Fruits
Les fruits, ellipsoïdes ou globuleux, sont solitaires ou en chapelets allant jusqu'à 5 articles. D'abord verts, ils deviennent noirs lorsqu'ils sont mûrs,.
La fructification, à l'instar de la floraison, est étalée sur toute l'année.

## Répartition
Cette espèce est largement répandue sur la Grande Terre, sur l'archipel de Belep et sur l'Ile des Pins. On la trouve aussi bien en forêt dense humide de toutes altitudes, que dans le maquis minier et les formations sclérophylles.